# Sofia (regio)
Sofia is een regio in het noorden van Madagaskar, die vernoemd is naar de rivier de Sofia. De regio grenst in het noorden aan Diana en aan Sava, in het oosten aan Alaotra-Mangoro en aan Analanjirofo, in het zuiden aan Betsiboka en in het zuidwesten aan Melaky. Sofia heeft een oppervlakte van 50.100 km² en 1.181.603 inwoners. De hoofdstad is Antsohihy

## Districten
- Mandritsara
- Befandriana-Nord
- Bealanana
- Antsohihy
- Analalava
- Port-Bergé
- Mampikony

## Nationale parken en wildreservaten
- Nationaal park Sahamalaza
- Marotandranoreservaat
- Borareservaat
- Tampoketsa Analamaitsoreservaat